# Петриковка (Солонянский район)
Петриковка (укр. Петриківка) — село,
Александропольский сельский совет,
Солонянский район,
Днепропетровская область,
Украина.
Код КОАТУУ — 1225080517. Население по переписи 2001 года составляло 818 человек.

## Географическое положение
Село Петриковка находится в 5-и км от левого берега реки Камышеватая Сура,
на расстоянии в 1 км от села Александрополь и посёлка Тихое.
По селу протекает пересыхающий ручей с запрудой.

## История
- Село Петриковка основано в 1778–1780 годах.

## Экономика
- ФХ «Сонячне».

## Объекты социальной сферы
- Школа I-II ст.
- Детский сад.

## Достопримечательности
- Александропольский курган (Луговские могилы), который относится к III веку до н.э.
- Братская могила советских воинов.